# Европейцы — обладатели Кубка Стэнли
Список европейцев — обладателей Кубка Стэнли
| Год  | Клуб                | Игрок |
| 1927 | Оттава Сенаторс     | Алекс Смит |
| 1928 | Нью-Йорк Рейнджерс  | Алекс Грей |
| 1932 | Торонто Мейпл Лифс  | Фред Робертсон |
| 1935 | Монреаль Марунз     | Сэмми Макманус |
| 1950 | Детройт Ред Уингз   | Джим Макфадден |
| 1961 | Чикаго Блэк Хокс    | Джек Эванс |
| 1970 | Бостон Брюинз       | Кен Ходж |
| 1972 | Бостон Брюинз       | Кен Ходж |
| 1980 | Нью-Йорк Айлендерс  | Стефан Перссон, Андерс Каллур, Боб Нюстрём |
| 1981 | Нью-Йорк Айлендерс  | Стефан Перссон, Андерс Каллур, Боб Нюстрём |
| 1982 | Нью-Йорк Айлендерс  | Томас Юнссон, Стефан Перссон, Андерс Каллур, Боб Нюстрём |
| 1983 | Нью-Йорк Айлендерс  | Томас Юнссон, Стефан Перссон, Андерс Каллур, Боб Нюстрём, Матс Халлин |
| 1984 | Эдмонтон Ойлерс     | Яри Курри, Вилли Линдстрём, Ярослав Поузар |
| 1985 | Эдмонтон Ойлерс     | Эса Тикканен, Яри Курри, Вилли Линдстрём, Кент Нильссон, Ярослав Поузар |
| 1986 | Монреаль Канадиенс  | Матс Нэслунд, Челль Далин, Петр Свобода |
| 1987 | Эдмонтон Ойлерс     | Эса Тикканен, Яри Курри, Рейо Руотсалайнен, Кент Нильссон, Ярослав Поузар |
| 1988 | Эдмонтон Ойлерс     | Эса Тикканен, Яри Курри, |
| 1989 | Калгари Флэймз      | Хокан Лооб, Иржи Грдина |
| 1990 | Эдмонтон Ойлерс     | Эса Тикканен, Яри Курри, Рейо Руотсалайнен, Петр Клима |
| 1991 | Питтсбург Пингвинз  | Яромир Ягр, Иржи Грдина, Ульф Самуэльссон |
| 1992 | Питтсбург Пингвинз  | Яромир Ягр, Иржи Грдина, Ульф Самуэльссон, Челль Самуэльссон |
| 1993 | Монреаль Канадиенс  | европейцев не было |
| 1994 | Нью-Йорк Рейнджерс  | Эса Тикканен, Сергей Зубов, Александр Карповцев, Алексей Ковалёв, Сергей Немчинов |
| 1995 | Нью-Джерси Девилз   | Сергей Брылин, Валерий Зелепукин, Томми Альбелин, Бобби Холик |
| 1996 | Колорадо Эвеланш    | Алексей Гусаров, Валерий Каменский, Петер Форсберг, Уве Крупп, Сандис Озолиньш |
| 1997 | Детройт Ред Уингз   | Вячеслав Фетисов, Владимир Константинов, Сергей Фёдоров, Игорь Ларионов, Вячеслав Козлов, Никлас Лидстрём, Томас Хольмстрем, Томас Сандстрём                                                  |
| 1998 | Детройт Ред Уингз   | Вячеслав Фетисов, Владимир Константинов, Дмитрий Миронов, Сергей Фёдоров, Игорь Ларионов, Вячеслав Козлов, Никлас Лидстрём, Андерс Эрикссон, Томас Хольмстрем                                 |
| 1999 | Даллас Старз        | Сергей Зубов, Йере Лехтинен, Роман Турек |
| 2000 | Нью-Джерси Девилз   | Владимир Малахов, Александр Могильный, Сергей Немчинов, Сергей Брылин, Петр Сикора, Патрик Элиаш, Бобби Холик                                                                                 |
| 2001 | Колорадо Эвеланш    | Мартин Шкоула, Милан Гейдук, Вилле Ниеминен, Петер Форсберг, Давид Эбишер |
| 2002 | Детройт Ред Уингз   | Сергей Фёдоров, Игорь Ларионов, Павел Дацюк, Доминик Гашек, Иржи Фишер, Иржи Шлегр, Никлас Лидстрём, Томас Хольмстрём                                                                         |
| 2003 | Нью-Джерси Девилз   | Олег Твердовский, Сергей Брылин, Рихард Шмеглик, Патрик Элиаш, Иржи Бичек, Томми Альбелин |
| 2004 | Тампа-Бэй Лайтнинг  | Дмитрий Афанасенков, Николай Хабибулин, Руслан Федотенко, Станислав Нецкарж, Павел Кубина, Мартин Цибак, Фредрик Модин                                                                        |
| 2005 | Локаут              | Локаут |
| 2006 | Каролина Харрикейнз | Олег Твердовский, Антон Бабчук, Мартин Гербер, Франтишек Каберле, Йозеф Вашичек, Никлас Валлин                                                                                                |
| 2007 | Анахайм Дакс        | Илья Брызгалов, Теему Селянне, Самуэль Польссон |
| 2008 | Детройт Ред Уингз   | Павел Дацюк, Доминик Гашек, Иржи Гудлер, Никлас Лидстрём, Андреас Лилья, Никлас Крунвалль, Микаэль Самуэльссон, Хенрик Зеттерберг, Юхан Франзен, Томас Хольмстрём, Валттери Филппула          |
| 2009 | Питтсбург Пингвинз  | Сергей Гончар, Евгений Малкин, Петр Сикора, Мирослав Шатан, Руслан Федотенко |
| 2010 | Чикаго Блэкхокс     | Антти Ниеми, Кристобаль Юэ, Никлас Яльмарссон, Мариан Госса, Томаш Копецки |
| 2011 | Бостон Брюинз       | Туукка Раск, Томаш Каберле, Давид Крейчи, Здено Хара, Деннис Зайденберг |
| 2012 | Лос-Анджелес Кингз  | Андрей Локтионов, Вячеслав Войнов, Анже Копитар |
| 2013 | Чикаго Блэкхокс     | Никлас Яльмарссон, Джонни Одуйя, Виктор Стольберг, Маркус Крюгер, Михал Розсивал, Михаэл Фролик, Мариан Госса, Михал Гандзуш                                                                  |
| 2014 | Лос-Анджелес Кингз  | Вячеслав Войнов, Мариан Габорик, Анже Копитар |
| 2015 | Чикаго Блэкхокс     | Никлас Яльмарссон, Джонни Одуйя, Давид Рундблад, Маркус Крюгер, Юаким Нордстрём, Михал Розсивал, Мариан Госса, Киммо Тимонен, Теуво Терявяйнен                                                |
| 2016 | Питтсбург Пингвинз  | Евгений Малкин, Олли Мяяття, Том Кюнхакль, Карл Хагелин, Патрик Хёрнквист |
| 2017 | Питтсбург Пингвинз  | Евгений Малкин, Олли Мяяття, Том Кюнхакль, Карл Хагелин, Патрик Хёрнквист, Марк Штрайт |
| 2018 | Вашингтон Кэпиталз  | Александр Овечкин, Евгений Кузнецов, Дмитрий Орлов, Филипп Грубауэр, Михал Кемпни, Якуб Врана, Кристиан Йус, Андре Бураковски, Никлас Бекстрём                                                |
| 2019 | Сент-Луис Блюз      | Иван Барбашёв, Владимир Тарасенко, Карл Гуннарссон, Александр Стин, Оскар Сундквист, |
| 2020 | Тампа-Бэй Лайтнинг  | Андрей Василевский, Александр Волков, Никита Кучеров, Михаил Сергачёв, Ондржей Палат, Ян Рутта, Эрик Чернак, Виктор Хедман                                                                    |
| 2021 | Тампа-Бэй Лайтнинг  | Андрей Василевский, Никита Кучеров, Михаил Сергачёв, Ондржей Палат, Ян Рутта, Эрик Чернак, Виктор Хедман                                                                                      |
| 2022 | Колорадо Эвеланш    | Валерий Ничушкин, Павел Францоуз, Арттури Лехконен, Микко Рантанен, Нико Штурм, Габриэль Ландескуг, Андре Бураковски                                                                          |
| 2023 | Вегас Голден Найтс  | Иван Барбашёв, Вильям Карлссон, Теодорс Блюгерс |
| 2024 | Флорида Пантерз     | Сергей Бобровский, Дмитрий Куликов, Владимир Тарасенко, Густав Форслинг, Оливер Экман-Ларссон, Кевин Стенлунд, Нико Миккола, Антон Лунделль, Александр Барков, Ээту Луостаринен               |
| 2025 | Флорида Пантерз     | Сергей Бобровский, Дмитрий Куликов, Густав Форслинг, Йеспер Боквист, Нико Миккола, Антон Лунделль, Александр Барков, Ээту Луостаринен, Увис Балинскис, Витек Ванечек, Томаш Носек, Нико Штурм |